# 運命峠
『運命峠』（うんめいとうげ）は1962年7月30日に新潮社より前編が発行された、柴田錬三郎の歴史小説。
1962年に新潮社より発刊されたものは上下の2巻だが、その後の再版では全4巻からなる。
1974年には連続ドラマとして田村正和主演で映像化され、1993年にはスペシャルドラマとして松平健主演で映像化された。
なお、主人公・秋月六郎太は、小説では「徳川家康の五男・松平忠輝の双生児という出生から、時代の表舞台に立つことを許されず、幼くして捨てられ、生きる目的もなく、一人修行の旅を続けていた」という設定であったが、1974年のテレビドラマでは設定を変えて「徳川家光の双生児」とされている。

## あらすじ
松平忠輝と双生児である秋月六郎太は、一人旅を続けているが、ある日、豊臣秀頼の遺隠し子である秀也とその母に出会う。秋月六郎太は、柳生一門や徳川幕府から追われ、また彼らを利用して幕府転覆を企む浪人たちから秀也親子を守るべく奮戦する。

## テレビドラマ

### 1974年度版
1974年から1975年にかけて放送された連続ドラマ。田村正和主演、関西テレビ放送製作。

### 1993年度版
- 『運命峠』 (1993年1月6日、144分) : 松平健主演、フジテレビ、国際放映製作、第10回 ATP賞テレビグランプリ 「ベスト20番組」選出作品[7]。放送中に皇太子妃内定の報道番組により、放送が数時間に渡って中断され[8]、3月27日に再度放送された。

#### キャスト
- 松平健 : 秋月六郎太
- 松原千明 : 桂宮蓮子
- 有森也実 : 漢家千早
- 火野正平 : 千里運天
- 阿部寛 : 柳生十兵衛
- 左とん平 : 炎の勘兵衛
- 清水紘治 : 甲賀七兵衛
- 本田博太郎 : 花房東吾
- 西田健 : 寺沢新十郎
- 綿引勝彦 :
- 内田勝正 :
- 唐沢民賢 :
- 崎津隆介 :
- 山田哲平 : 秀也
- 風間杜夫 : 徳川家光
- 大滝秀治 : 天下道人
- 夏八木勲 : 加藤宗十郎
- 林与一 : 服部半蔵
- 中村梅之助 : 天海
- 露口茂 : 柳生宗矩
- 三浦友和 : 宮本武蔵

#### スタッフ
- 監督 : 斎藤光正
- 脚本 : 古田求
- 企画 : 能村庸一、鈴木哲夫
- プロデュース : 古屋克征、小川晋一
- 音楽 : 佐藤允彦
- 撮影 : 矢田行男
- 美術 : 斉藤嘉男
- 編集 : 宮崎清春
- 殺陣 : 宇仁貫三
- 助監督 : 藤田保行、小笠原佳丈、山下智彦
- 製作 : 堀井健一、松本洋二、岡田圭介、渡辺雅俊